# Movimiento por la verdad del 11-S
El Movimiento por la Verdad del 11-S (9/11 Truth Movement) es el nombre adoptado por organizaciones que apoyan una teoría de la conspiración que cuestiona el consenso general sobre los atentados del 11 de septiembre de 2001, según el cual los terroristas de Al-Qaeda secuestraron cuatro aviones y los estrellaron contra el Pentágono y las Torres Gemelas originales del World Trade Center, que se derrumbaron en consecuencia. El enfoque principal se centra en la información perdida que los adherentes alegan que no se explica adecuadamente en el informe oficial del Instituto Nacional de Estándares y Tecnología (NIST), como el colapso del 7 World Trade Center. Sugieren un encubrimiento y, como mínimo, la complicidad de personas con información privilegiada.
Analizan las pruebas de los atentados, discuten diferentes teorías sobre cómo sucedieron los ataques y piden una nueva investigación de los mismos.  Algunas de las organizaciones afirman que hay pruebas de que individuos del Gobierno de Estados Unidos pueden haber sido responsables o cómplices a sabiendas de los ataques del 11 de septiembre. Los motivos sugeridos por el movimiento incluyen el uso de los atentados como pretexto para luchar en las guerras de Irak y Afganistán y para crear oportunidades de recortar las libertades civiles estadounidenses. El apoyo al movimiento es insignificante entre los profesionales de campos relevantes, como la ingeniería civil y aeroespacial.

## Nombre
"9/11 Truth movement" es un nombre colectivo de organizaciones e individuos afiliados que cuestionan si el gobierno de Estados Unidos, agencias de los Estados Unidos o individuos dentro de esos organismos eran responsables o cómplices en los atentados del 911. El término es usado por los adherentes a dichos postulados. Los adherentes se llaman a sí mismos "9/11 Truthers", "escépticos del 9/11" o "activistas por la verdad", generalmente rechazando el mote de  "teoristas en la conspiración". ocasionalmente como "negacionistas del 9/11"  y por los autores más afectos de "escépticos del 9/11."

## Características
Dentro de dicho movimiento, se afirma que la versión oficial sobre los atentados del 11-S contiene falsedades y que los hechos acaecidos pueden ser explicados por alguna teoría alternativa, como que el gobierno de EE. UU. deliberadamente permitió los atentados o que los planificó y ejecutó. Una teoría es que las Torres Gemelas y el edificio WTC7 se derrumbaron por efecto de una demolición controlada (organizada por el gobierno). Serían, por tanto, unos auto-atentados realizados para justificar las guerras (en Afganistán, Irak...) e incrementar el control de los ciudadanos.
Los partidarios del Movimiento por la verdad del 11-S establecen como su finalidad la recopilación de pruebas, investigación y difusión de las teorías alternativas sobre el 11-S. Varias organizaciones internacionales, nacionales y locales han sido creadas para estos fines. El portal central para sitios web del movimiento, es una organización formada en 2004 para coordinar los esfuerzos de varias organizaciones regionales. Esta organización describe una aproximación en dos pasos en lo que se refiere a la verdad del 11-S: primero, comprender la versión oficial y las numerosas objeciones contra ella, y, segundo, enfrentar las implicaciones de esta comprensión. El sitio web mismo se enfoca al primer paso presentando sus propios artículos.
El movimiento ha recibido poca atención en los medios de comunicación, aunque es abordado en medios alternativos (especialmente en Internet). Algunas personas en el movimiento se juntan a través de reuniones nacionales y regionales, conferencias y manifestaciones, pero el principal foro de discusión es Internet.
Miembros del movimiento han producido libros tales como: 9/11 Synthetic Terror: Made in USA (2005), The New Pearl Harbor (2004), Crossing the Rubicon, The Terror Timeline, Painful Questions (2002), The War on Freedom (2002), etc.
Algunos de los vídeos más populares de dicho movimiento son 9/11 Mysteries, Loose change, Zeitgeist, The Movie, TerrorStorm, Martial Law 9/11, Painful Deceptions, 9/11 Press for Truth y otros. Muchos de ellos no muestran referencias y tienen versiones con subtítulos en diversos idiomas, incluido el español.

## Historia
En las semanas y meses que siguieron a los atentados surgieron varias cuestiones sobre la versión oficial, tales como:
- ¿Por qué el NORAD falló en interceptar los aviones secuestrados que impactaron contra las Torres Gemelas y el Pentágono?[46]
- ¿Por qué los servicios de inteligencia y de seguridad fracasaron en prevenir los atentados a pesar de numerosas advertencias?[46]
- ¿Por qué se permitió que el presidente Bush permaneciese en una escuela de Florida por más de 10 minutos después de haber sido advertido de que EE. UU. estaba bajo ataque?[46]
- Anteriormente, ningún rascacielos de acero había colapsado totalmente excepto en casos de demolición controlada. ¿Por qué ocurrió tres veces en el 11-S?[46] ¿Por qué las vigas de acero del WTC presentaban un aspecto igual cuando son cortadas con Nanotermita?[46]
- ¿Cómo un enfermo terminal (Osama Bin Laden) podría haber orquestado un ataque contra el centro de Estados Unidos desde unas cuevas en Afganistán?[46]
- ¿Por qué existió un gran movimiento bursátil y seguros comprometidos poco tiempo antes del atentado?[46]

La mayoría de la gente creyó que estas cuestiones serían respondidas adecuadamente y que individuos y organizaciones de la Administración sería amonestada por no prevenir los ataques. Sin embargo, la Administración fue renuente a llevar a cabo una investigación oficial. Sintiendo que los medios principales estaban fallando en demandar respuestas a estas preguntas, algunos familiares de víctimas de los atentados (por ejemplo, las "chicas de Jersey", cuatro mujeres activistas residentes en Nueva Jersey cuyos maridos murieron en los atentados terroristas del 11-S) junto con supervivientes (tales como William Rodríguez), agitaron a través de los medios para solicitar una investigación completa, empezando así lo que llegaría a ser conocido como "Movimiento de las Familias".
A principios de 2002 (unos meses después de los atentados) fue publicado el libro La Gran Impostura, libro que ha sido traducido a 27 idiomas. En dicho libro, su autor afirma que los atentados fueron organizados por el mismo gobierno de EE. UU.
Además, el movimiento recibe un gran apoyo de personajes, entidades e incluso grupos musicales, como es el caso de (hed) P.E.

## Organizaciones
Desde la publicación de los informes oficiales, se formaron varias organizaciones interconectadas del movimiento por la verdad del 11-S.

### Arquitectos & Ingenieros por la verdad acerca del 11-S
Architects & Engineers for 9/11 Truth es una organización de profesionales arquitectos e ingenieros que apoyan la Teoría de la demolición controlada del World Trade Center y exigen una nueva investigación acerca de la destrucción de las Torres Gemelas y el WTC 7. El grupo está recolectando firmas para presentarlas al Congreso de Estados Unidos que exige una investigación verdaderamente independiente con poder de citación de los Ataques del 11 de septiembre, la cual, según la organización, debe incluir una investigación sobre el posible uso de explosivos en la destrucción de los edificios del World Trade Center. Richard Gage, un arquitecto de la Área de la Bahía de San Francisco, fundó Architects & Engineers for 9/11 Truth en 2006.

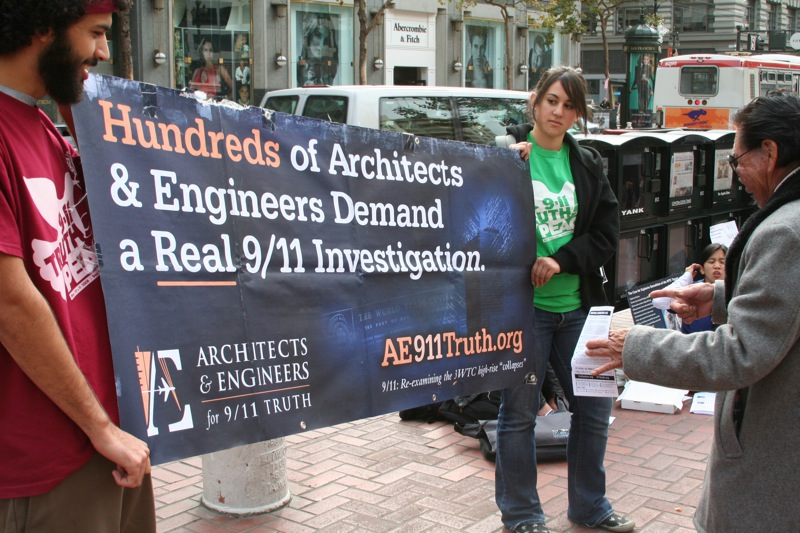
Dos personas mantienen un cartel de Architects & Engineers for 9/11 Truth

Investigaciones conducidas por la FEMA y por el National Institute for Standards and Technology (NIST) concluyeron que los edificios colapsaron por el impacto de los aviones y los incendios resultantes de ellos. Gage critica a la agencia gubernamental NIST por no investigar la secuencia completa del Derrumbe del World Trade Center y afirma que la explicación oficial de la destrucción total de los rascacielos del World Trade Center explícitamente no ha podido abordar la evidencia masiva de demolición explosiva" Para apoyar su posición, el grupo Architects & Engineers for 9/11 Truth apunta al hecho de la  "caída libre" en el colapso de los edificios, la "eyección lateral de acero", y la "pulverización a media altura del cemento", entre otras cosas.

### 9/11 Truth
9/11 Truth fue lanzado en junio de 2004 y fue el portal central para muchas organizaciones que promueven la verdad acerca de los atentados terroristas de 11-S entre ellas muchas organizaciones juveniles 9/11 Truth. Está administrada por Janice Matthews (Director ejecutivo), David Kubiak (Asesor de campaña internacional) y Mike Berger (Coordinador de medios), entre otros, y su equipo asesor incluye a Steven E. Jones, Barrie Zwicker y Faiz Khan.
La organización ha co-patrocinado las encuestas de opinión realizadas por la firma de investigación de mercados de Estados Unidos Zogby International que han demostrado un número considerable de personas creyendo que el gobierno de encuestas de opinión no dijo toda la verdad sobre los atentados del 11 de septiembre. De las personas encuestadas, aquellas de educación e ingresos inferiores eran más propensos a expresar incredulidad en la versión del gobierno, contrariamente a los educación/ingresos superiores.

### Scholars for 9/11 Truth
El grupo original Scholars for 9/11 Truth (Estudiosos por la verdad del 11-S), fundado por James H. Fetzer y Steven Jones el 16 de diciembre de 2005, era un grupo de individuos de diferentes orígenes y conocimientos que rechazaron a versión de los medios de comunicación y gobierno de los ataques del 11 de septiembre. Inicialmente el grupo tomó en cuenta muchas ideas e hipótesis, sin embargo, destacados miembros pronto llegaron a sentir que la inclusión de algunas teorías propugnadas por Fetzer —tales como el uso de armas de energía dirigida o pequeñas bombas nucleares para destruir las torres gemelas— estaban escasamente apoyadas por la evidencia y exponían el grupo al ridículo. En diciembre de 2006, Jones y varios otros, deciden establecer un nuevo grupo de expertos titulado Scholars for 9/11 Truth and Justice, enfocado en el uso del método científico y análisis. Los miembros originales efectuaron una votación sobre qué grupo a unirse y la mayoría votó para trasladarse al nuevo grupo.

### Scholars for 9/11 Truth & Justice
Scholars for 9/11 Truth & Justice (STJ) se formó en enero de 2007 y se autodescribe como "un grupo de estudiosos y seguidores tratando de responder a las preguntas sin respuesta del ataque del 11 de septiembre de 2001 a través de la investigación científica y la educación pública". El grupo está compuesto por más de 900 miembros, incluyendo a Richard Gage, Steven E. Jones, Jim Hoffman, David Ray Griffin, Peter Phillips, el excongresista Daniel Hamburg, y Kevin Ryan. Mayoría de los miembros apoya la teoría de la conspiración que fueron destruidas las Torres del World Trade Center y el tercer rascacielos, WTC 7, a través de demolición controlada.
En 2008 y 2009, muchos miembros de Scholars for 9/11 Truth & Justice publicaron ensayos y artículos en revistas especializadas de ciencia e ingeniería. En abril de 2008, una carta de los miembros Steven E. Jones, Frank Legge, Kevin Ryan, Anthony Szamboti y James Gourley, fue publicada en  The Open Civil Engineering Journal En julio de 2008, un artículo por Ryan, Gourley y Jones fue publicado en the Environmentalist. En octubre de 2008, un comentario del miembro de STJ James R. Gourley lo que consideraba errores fundamentales en un escrito de Bažant y Verdure fue incluido en un fascículo de Journal of Engineering Mechanics. Y en abril de 2009, el químico danés y miembro de STJ Niels H. Harrit, de la Universidad de Copenhague, y otros 8 autores, todos miembros de STJ, publicaron un artículo en  The Open Chemical Physics Journal, titulado, 'Active Thermitic Material Discovered in Dust from the 9/11 World Trade Center Catastrophe' (Material termítico activo descubierto en el polvo de la catástrofe del World Trade Center en 911). El artículo concluye que virutas consistentes en nano-termita (un potente explosivo)  no reaccionada y parcialmente reaccionada  (super-termita) parecían estar presentes en las muestras del polvo.

### 9/11 Citizens Watch
9/11 Citizens Watch fue formado en 2002 por John Judge y Kyle Hence además, con el Family Steering Committee, jugaron un rol muy activo en la formación del Comité 911, monitoreando la Comisión cercanamente.

### 9/11 Citizen's Commission Campaign
9/11 Citizen's Commission Campaign fue fundado en 2011 por el senador Mike Gravel, el objetivo de campaña de la Comisión 911 es nombrar comisiones con capacidad de citar, a nivel estatal a través de iniciativas de boleta electoral estatal, concretamente en Oregón, Alaska y California. Estas comisiones se prevén como organizaciones ciudadanas e independientes que formarían una base semi unificada de presencia nacional mediante el ejercicio de autoridad de poderes conjuntos.

### Pilots for 9/11 Truth
Pilots for 9/11 Truth es una organización de profesionales y pilotos de aviación en todo el mundo que se han reunido con un propósito: la búsqueda de la verdad en torno a los atentados del 11 de septiembre de 2001. Su enfoque principal se centra en los cuatro vuelos, las maniobras realizadas y los pilotos reportados. No aceptan el informe de la Comisión del 9/11.

### Firefighters for 9-11 Truth
Firefighters for 9-11 Truth es una asociación no partidista de los bomberos hecha para aumentar la concienciación, proporcionar una educación pública y exigir una verdadera investigación que sigue las normas nacionales. Están preocupados por la "historia oficial" y la forma en que los trabajadores de rescate de la zona cero están siendo olvidados. Creen que hay una abrumadora evidencia de obstrucción de la justicia y la destrucción de pruebas.

### Lawyers for 9/11 Truth
Lawyers for 9/11 Truth demanda un final del encubrimiento del 11-S y una investigación completa por personas imparciales.

### Hispanic Victims Group
El Grupo de víctimas de origen hispana es un grupo creado después de los ataques del 911, fundado por William Rodríguez, adherente al Movimiento por la verdad del 11-S. El grupo fue una de las principales fuerzas detrás de la creación de la Comisión 911 William Rodríguez, como fundador del grupo, era miembro del Families Advisory Council for the Lower Manhattan Development Corporation.

### General Leonid Ivashov
El General Leonid Ivashov estaba a cargo de la seguridad de Rusia durante el 11 de septiembre de 2001 vivió los hechos desde dentro, nos ofrece un análisis muy diferente al de sus colegas estadounidenses. En su intervención ante la conferencia Axis for Peace 2005, afirmó que el terrorismo internacional no existe y que los atentados del 11 de septiembre fueron un montaje. Lo describe como un terrorismo manipulado por las grandes potencias y no existiría sin ellas. Afirma que, en vez de fingir una «guerra mundial contra el terrorismo», la mejor manera de reducir los atentados se encuentra en el restablecimiento del derecho internacional y la cooperación pacífica entre los Estados así como entre sus ciudadanos.

El terrorismo internacional actual es un fenómeno que combina el empleo del terror por parte de estructuras políticas estatales y no estatales como medio de alcanzar sus objetivos políticos mediante la intimidación, la desestabilización social y sicológica de la población, la anulación de la voluntad de resistencia de los órganos del poder y la creación de condiciones propicias para la manipulación de la política del Estado y la conducta de sus ciudadanos. 
General Leonid Ivashov 

De acuerdo a lo anterior, el General Ivashov, llega a tres conclusiones cardinales respecto a los atentados del 11-S:
1. Los organizadores de aquellos atentados son los círculos políticos y los círculos de negocios que tenían interés en desestabilizar el orden mundial y disponían de los medios necesarios para financiar la operación.A diferencia de las guerras tradicionales cuya concepción determinan políticos y generales, los iniciadores fueron esta vez oligarcas y políticos sometidos a estos.[83]
2. Únicamente los servicios secretos y sus jefes actuales o en retiro –pero que mantuvieron influencia dentro de las estructuras estatales– tienen la capacidad de planificar, organizar y dirigir una operación de tal envergadura. La relación de los servicios secretos con terroristas que son usados en operaciones de bandera falsa está ampliamente documentada.[83]
3. Osama bin Laden y Al Qaeda no pueden ser ni organizadores ni ejecutantes de los atentados del 11-S. No disponen ni de la organización requerida para ello ni de los recursos intelectuales o los cuadros necesarios. Debieron usarse chivos expiatorios para poder culpar a estas entidades.[83]

### Conferencias
Los miembros de las organizaciones que buscan llegar a la verdad de lo ocurrido el 11 de septiembre, tales como 911truth.org y Scholars for 9/11 Truth and Justice, celebraron reuniones y conferencias para discutir la investigación en curso sobre el 11 de septiembre y para diseñar estrategias sobre la mejor manera de lograr sus objetivos a principios de las décadas del 2000 y 2010. Muchas de estas conferencias fueron organizadas por 911truth.org, y algunas han sido cubiertas por los medios internacionales.